# Pemaquid Point Light
Pemaquid Point Light ist einer der ältesten Leuchttürme im Bundesstaat Maine, gelegen auf dem Stadtgebiet von Bristol im Lincoln County.
Er gilt als Symbol für den Bundesstaat und repräsentiert ihn auf dem State Quarter von 2003.

## Lage
Der Leuchtturm befindet sich an der südlichen Spitze des Pemaquid Neck etwa 500 Meter westlich des Eingangs der Muscongus Bay.
In exponierter Lage an der Spitze dieses Kaps auf einem Granitkliff errichtet, wacht er über einen der stürmischsten Abschnitte der Atlantikküste. Das zum Meer hin abfallende Gestein wurde während der Eiszeit in markanten Formen abgehobelt.

## Geschichte

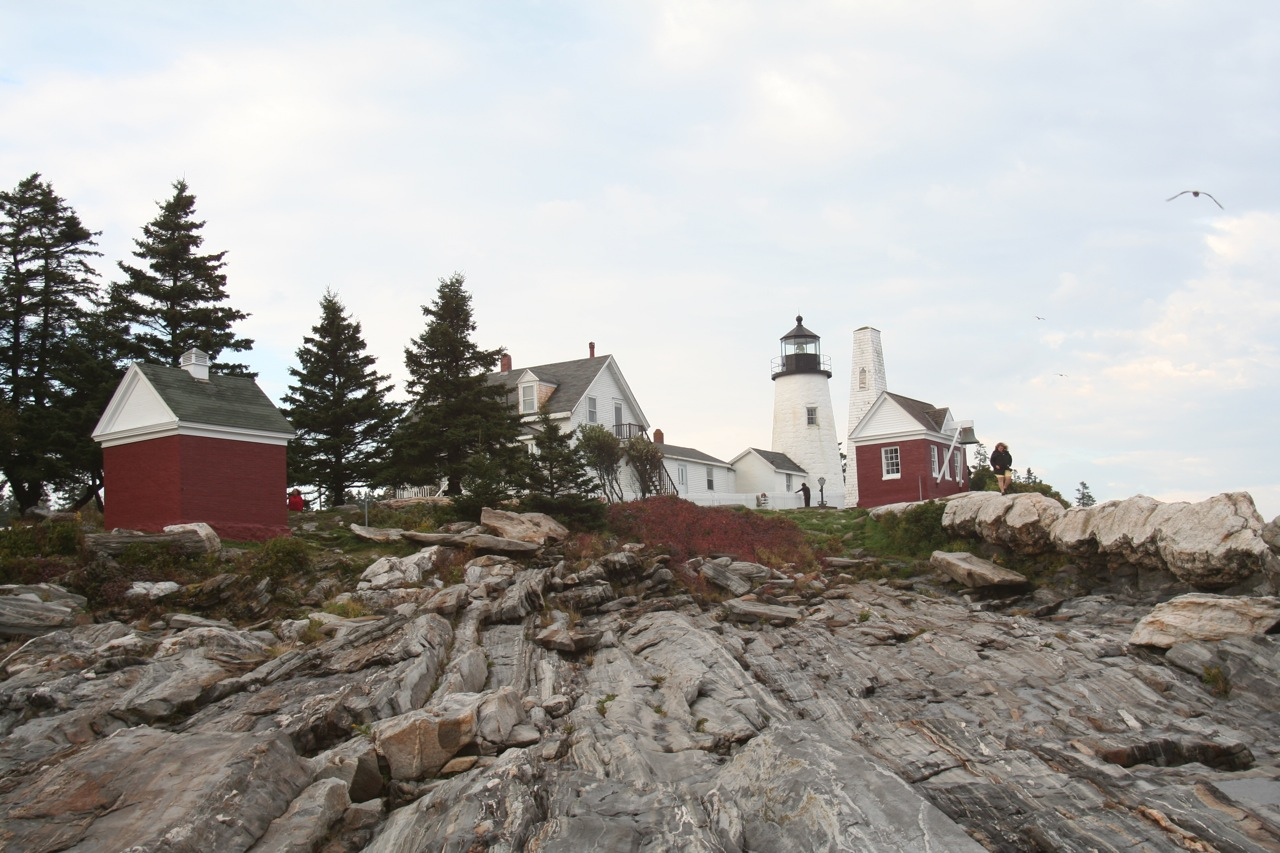
Pemaquid Point Light

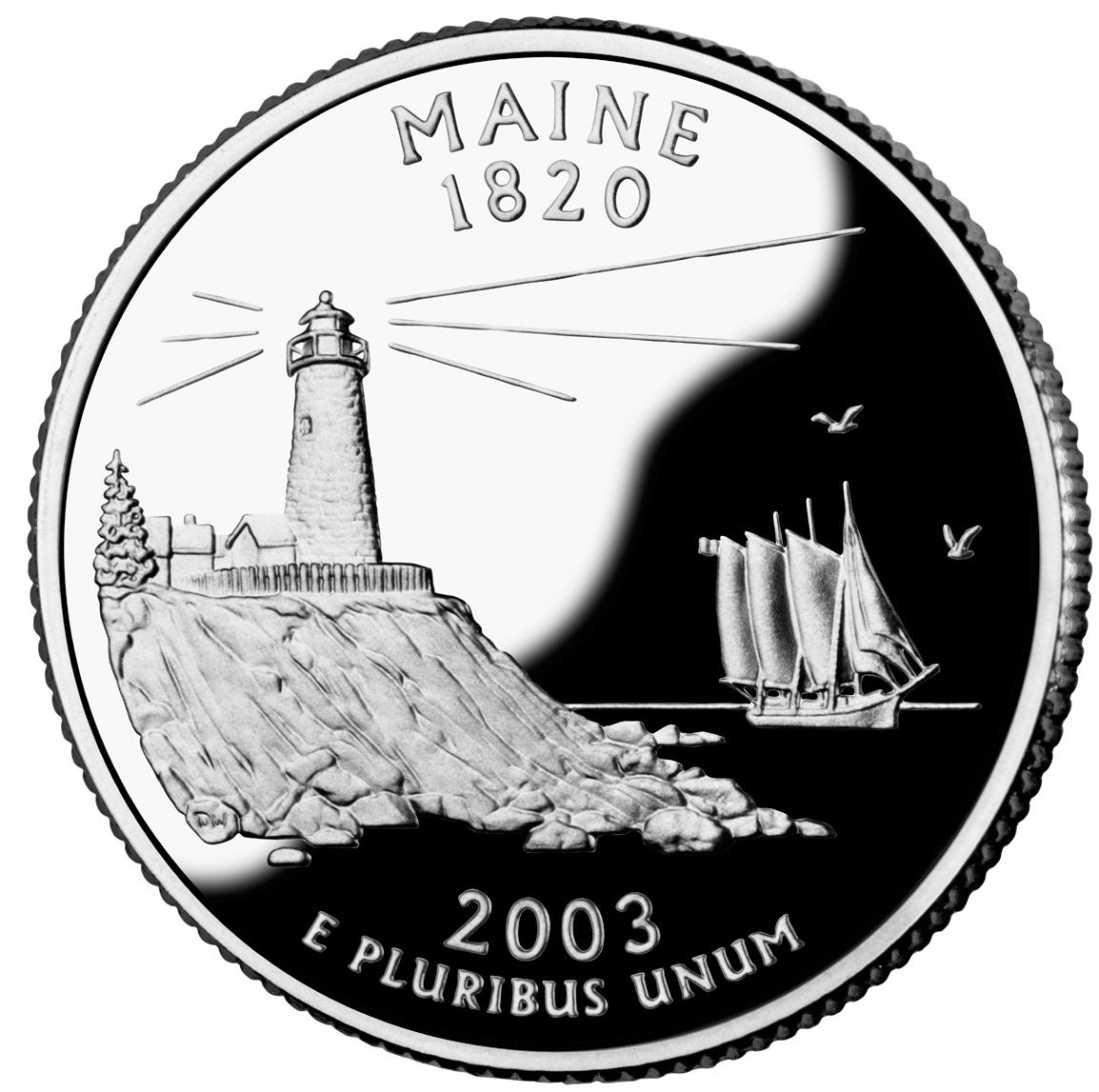
Der Leuchtturm auf dem State Quarter

Der Kongress beschloss 1826, für den Bau eines Leuchtturms im mittleren Küstenabschnitt Maines 4.000 US-Dollar zur Verfügung zu stellen. Der Farmer Samuel Martin verkaufte das hierfür nötige Gelände für 90 Dollar, der Unternehmer Jeremiah Berry aus Thomaston wurde mit dem Bau betraut, verwendete aber für den Mörtel wahrscheinlich Meerwasser, was dazu führte, dass das Gebäude bereits 1835 abgerissen werden musste. Der im Sommer 1827 errichtete, 29 Fuß (8,8 Meter) hohe erste Leuchtturm sandte zunächst mit Hilfe eines Spiegels und Kerzen sein Licht über 2 Seemeilen aus.
Der Nachfolgebau, dessen Errichtung vom seit 1827 für ein Jahresgehalt von 350 Dollar verpflichteten Leuchtturmwärter Isaac Dunham überwacht wurde, folgte den Bauvorschriften und wurde durch den Bauunternehmer Joseph Berry aus Georgetown ausgeführt.
Auf Anweisung von Präsident James Buchanan erfolgte allerdings 1856 eine grundlegende Rekonstruktion. Dabei erfolgte der Ersatz der ursprünglichen Beleuchtung durch eine vierstufige Fresnel-Linse, das Haus des Leuchtturmwärters, das zunächst aus Bruchsteinen bestanden hatte, wurde in Skelettbauweise auf Holzbasis neu errichtet.
| Name             | Zeitraum  |
| ---------------- | --------- |
| Isaac Dunham     | 1827–1837 |
| Nathaniel Gamage | 1837–1841 |
| Jeremiah Mears   | 1841–1845 |
| Ephraim Tibbets  | 1845–1849 |
| Robert Curtis    | 1849–1853 |
| Samuel Tibbets   | 1853–1858 |
| John Fossett     | 1858–1861 |
| Joseph Lawler    | 1861–1869 |
| Marcus Hanna     | 1869–1873 |
| William Sartell  | 1873–1883 |
| Charles Dolliver | 1883–1899 |
| Clarence Marr    | 1899–1922 |
| Herbert Robinson | 1922–192? |
| Leroy Elwell     | 192?–1934 |

Das Jahr 1897 brachte die Errichtung einer dampfgetriebenen Nebelglocke, doch schon 1899 wurde die Dampfmaschine durch eine handaufgezogenen Uhrwerksmechanismus ersetzt, das ursprünglich als Öllager und Maschinenhaus errichtete Nebengebäude diente nun der Aufnahme der Gegengewichte.
Als einer der ersten Leuchttürme in Maine wurde das Pemaquid Point Light im Jahr 1934 automatisiert. Die Stadt Bristol erwarb das Gelände – mit Ausnahme des Leuchtturms, der Besitz der US Coast Guard blieb – im Jahr 1940 und errichtete im Haus des Leuchtturmwärters ab 1972 das Fishermen’s Museum und eine Ferienwohnung.
Am 16. April 1985 wurde der Leuchtturm als Baudenkmal in das National Register of Historic Places aufgenommen.
Zwei Stürme zerstörten 1991 das Haus der Nebelglocke und das Nebengebäude, beide wurden originalgetreu im Folgejahr wiedererrichtet. Im Mai 2000 wurde der American Lighthouse Foundation die Betreuung des Leuchtturms übertragen, 2002 erfolgte ein neuer Anstrich durch Freiwillige der New England Lighthouse Lovers, der lokalen Sektion der American Lighthouse Foundation.
Im Jahr 2007 erfolgte die Rekonstruktion des Gebäudes, ein Großteil der hierfür nötigen Summe von 134.000 Dollar wurde durch Spenden aufgebracht.

## Schiffsunglücke
- 1635 „Angel Gabriel“ – 5 Tote, etwa 100 Überlebende
- 1903 „George F. Edmunds“ – 13 Tote, 2 Überlebende
- 1903 unbekanntes Schiff – 1 Toter,
Anzahl Überlebender unbekannt
- 1930 unbekanntes Schiff – 0 Tote, 3 Überlebende

## Gebäude
Der konische, letztmals im Jahr 2007 weiß gestrichene Turm ist 38 Fuß (11,6 Meter) hoch und besitzt eine schwarze Laterne. Die Fresnel-Linse vierter Ordnung strahlt 79 Fuß (ca. 24 Meter) über dem Meeresspiegel ein über 14 Seemeilen sichtbares weiß blinkendes Licht aus.

## Tourismus
“Pemaquid Point Light […] is the delight of artists, photographers, and tourists. Pemaquid Point itself entrances both land and water visitors by the fascinating northwest-southeast varied veins of rock formation that look for all the world as if great giants had 'pulled taffy' while the rocks were in a molten condition.”

„Pemaquid Point Light […] ist die Freude von Künstlern, Photographen und Touristen. Pemaquid Point selbst bezaubert Touristen von Land und See aus mit den faszinierenden, in Nordwest-Südost-Richtung verlaufenden Rippen aus Gestein, die für alle Welt aussehen, als ob große Riesen ‚Toffee gezogen‘ hätten, als das Gestein geschmolzen war.“

Mit mehr als 100.000 Besuchern jährlich ist Pemaquid Point Lighthouse einer der meistbesuchten Leuchttürme der Vereinigten Staaten. Der Zugang erfolgt vom U.S. Highway 1 aus ab Damariscotta über die Route 130. Der Leuchtturm und das Museum sind zwischen Memorial Day und Columbus Day täglich bei gutem Wetter zugänglich.
Neben dem Leuchtturm und dem Museum ist die von der Pemaquid Group of Artists betriebene Galerie ein Anziehungspunkt.

## Trivia
Während jährlich mehrere Trauungen auf dem Gelände stattfinden, wurde hier nur ein Kind – Susie Lawler (* 1868) – Tochter des Leuchtturmwärters Joseph Lawler und seiner Frau Sophronia geboren.